# Paulo Piau
Paulo Piau Nogueira (Patos de Minas, 23 de agosto de 1953) é um engenheiro agrônomo, produtor rural e político brasileiro do estado de Minas Gerais filiado ao Partido da Social Democracia Brasileira (PSDB).
Paulo Piau foi deputado estadual em Minas Gerais por três legislaturas consecutivas (13ª, 14ª e 15ª legislaturas).
Nas eleições de 2006, candidatou-se à Câmara dos Deputados, sendo eleito pelo PPS. Foi reeleito deputado federal por Minas Gerais em 2010 pelo PMDB.
Foi eleito prefeito de Uberaba pelo PMDB em 2012, sendo reeleito em 2016.

## Biografia
Nasceu em 23 de agosto de 1953 em Patos de Minas, Minas Gerais. É filho de Jairo Geraldo Nogueira, fundador do MDB.
Casado com Heloisa Maria de Carvalho Nogueira tem 2 filhos.
É engenheiro agrônomo com formação acadêmica na Universidade Federal de Viçosa (UFV) e Magister Science em Zootecnia, também pela Universidade Federal de Viçosa (UFV).
Foi assessor de planejamento e coordenação-geral da Acesita Energética S/A, em Itamarandiba, Vale do Jequitinhonha.
É pesquisador da Empresa de Pesquisa Agropecuária do Estado de Minas Gerais - EPAMIG.
Exerceu a atividade de pesquisador na Unidade Experimental da EPAMIG de Patos de Minas, foi pesquisador e gerente do Centro Regional de Pesquisa Agropecuária do Centro-Oeste da EPAMIG, sede em Prudente de Morais, Superintendente Técnico-Administrativo na Unidade Central da EPAMIG, em Belo Horizonte e Chefe do Centro Regional de Pesquisa Agropecuária do Triângulo Mineiro e Alto Paranaíba, da EPAMIG, sede em Uberaba.
Se filiou ao PSDB em 2023.

### Cargos públicos
Foi Secretário Municipal de Agricultura, Pecuária e Abastecimento da Prefeitura Municipal de Uberaba no período de 1989 a 1994
Secretário Municipal de Indústria, Comércio, Turismo e Esportes no período de 1992 a 1993, também na prefeitura de Uberaba.
Ocupou uma cadeira na Assembleia Legislativa do Estado de Minas Gerais por três mandatos (13ª Legislatura - 1995/1999, 14ª Legislatura -1999/2003 e 15ª Legislatura - 2003/2007).
Deputado Federal pelo Estado de Minas Gerais 